# ポップ・ナウ!
『ポップ・ナウ！』は、1985年4月1日から1998年3月31日まで全国FM放送協議会 (JFN) 加盟局で放送されていたジャパンエフエムネットワーク (JFNC) 制作のラジオ番組である。
三浦和人がパーソナリティを務めていた音楽番組で、歌手をゲストに迎えてのトークを実施していた。放送時間は毎週月曜 - 木曜 16:00 - 16:55（日本標準時）。
三浦は、1993年に芸名を元に戻すまで三浦雄也名義で出演していた。また三浦は、この番組の後に放送されていた『ヒップ！アップ！ポップ！』も担当していた。こちらは、本番組の放送がない金曜日にも放送されていた。
2012年10月8日、エフエム鹿児島 (μFM) が7日から放送していた開局20周年特別番組『ミュージックスペース2012 あ、もーっとμFM』内で、本番組の復活企画『ポップ・ナウ！リターンズ』が行われた。

## ネット局
- エフエム青森
- エフエム岩手
- エフエム秋田
- エフエム山形
- エフエム福島
- エフエム栃木
- エフエム群馬[2]
- エフエム富士 - 1992年9月30日までネット。
- エフエムラジオ新潟
- 長野エフエム放送
- 富山エフエム放送
- 福井エフエム放送
- 三重エフエム放送
- エフエム滋賀 - 開局時には未ネット。
- エフエム山陰
- エフエム山口 - 開局時には16:30から放送。後に16:00からのフルネットへ移行[3]。
- エフエム徳島
- エフエム香川 - 途中でネット打ち切り。
- エフエム高知
- エフエム佐賀
- エフエム熊本 - 途中でネット打ち切り。
- エフエム大分 - 1991年10月1日からネット。
- エフエム宮崎 - 途中でネット打ち切り。
- エフエム鹿児島
- エフエム沖縄 - 1988年7月4日～1992年10月1日までネット(自社制作枠番組による休止期間も含む)。